# Alain Puiseux
Pour les articles homonymes, voir Puiseux.
Alain Puiseux, né le 28 mai 1963 à Villers-Semeuse dans les Ardennes en France, est un écrivain et un directeur de publication français, auteur de roman policier.

## Biographie
Il fait des études d'histoire puis est admis à l'école supérieure de journalisme de Lille. Journaliste localier, pigiste, il est en 1999 directeur de publication du magazine Moto Journal. En 2014, il prend la direction d'un trimestriel 200, le vélo de route autrement.
En 1993, il publie son premier roman, Monsieur Sotheby et les Oiseaux « salué par la critique pour la qualité de son style et l'originalité de son sujet ». En 1997, avec Je repars à Zorro, il participe à l'aventure du Poulpe. Pour Claude Mesplède, « Alain Puiseux est assurément l'une des révélations des années 1990 ».

## Œuvre

### Romans
- Monsieur Sotheby et les Oiseaux, Éditions Gallimard, coll. « La Noire » (1993)  (ISBN 2-07-073618-0)
- Cortez et Crisson, Éditions Gallimard, coll. « La Noire » (1994)  (ISBN 2-07-073965-1)
- Je repars à Zorro, Éditions Balein, coll. « Le Poulpe » no 54 (1997)  (ISBN 2-84219-053-X)
- Bienvenue au paradis, Éditions Hors commerce, coll. « Hors noir » no 27 (2001)  (ISBN 2-910599-76-0)

### Nouvelle
- Dies Irae. Chap. no 8 : Jolis Mômes, dans le recueil Noces d'or, Éditions Gallimard, coll. « Série noire »[2] (1995)

## Sources
: document utilisé comme source pour la rédaction de cet article.
- Claude Mesplède (dir.), Dictionnaire des littératures policières, vol. 2 : J - Z, Nantes, Joseph K, coll. « Temps noir », 2007, 1086 p. (ISBN 978-2-910-68645-1, OCLC 315873361).